# Festival du cinéma russe à Honfleur 2010
Le Festival du cinéma russe à Honfleur 2010, 18e édition du festival, s'est déroulé du 24 au 28 novembre 2010.

## Déroulement et faits marquants
Le 28 novembre 2010, le palmarès est dévoilé. Le film La Lisière (Край) d'Alekseï Outchitel remporte le prix du meilleur film et le prix du public. Le film Bibinur (Бибинур) remporte le prix du meilleur scénario et le prix du meilleur réalisateur.

## Jury
- Patrick de Carolis (président du jury), journaliste
- Mei-Chen Chalais (présidente d'honneur), journaliste
- Sylvie Braibant, réalisatrice, scénariste
- Albert Mathieu, producteur
- Gilles Nadeau, réalisateur
- Gilles Perrault, écrivain
- Daniel Vigne, réalisateur

## Sélection

### En compétition
- Jus d'orange (Апельсиновый сок) d'Andreï Prochkine
- L'Homme à la fenêtre (Человек у окна) de Dmitri Meskhiev
- La Grand-mère chinoise (Китайская бабушка) de Vladimir Toumaev
- La Lisière (Край) d'Alekseï Outchitel
- La Trêve (Перемирие) de Svetlana Proskourina
- Le Moineau (Воробей) de Youri Schiller
- Bibinur (Бибинур) de Youri Feting
- Une pièce et demie (Полторы комнаты) d'Andreï Khrjanovski

### Débuts
- Contre-mouvement (Обратное движение) d'Andreï Stempkovski
- L'Eléphant (Слон) de Vladimir Karabanov
- Un autre ciel (Другое небо) de Dmitri Mamoulia
- La Valse du sorbier (Рябиновый вальс) d'Alena Semenova et Alexandre Smirnov

### Panorama
- Les Petites tragédies (Маленькие трагедии) d'Irina Yevteyeva
- Je crois (Верую!) de Lidia Bobrova
- Le Dernier Voyage de Tanya (Овсянки) de Alekseï Fedortchenko
- Les Zazous (Стиляги) de Valeri Todorovski

### Avant-première
- Tolstoï, le dernier automne (The Last Station) de Michael Hoffman

### Regards sur la Seconde Guerre Mondiale
- L'Étoile (Звезда) de Nikolaï Lebedev
- Requiem pour un massacre (Иди и смотри) d'Elem Klimov
- Ils ont combattu pour la patrie (Овсянки) d'Sergueï Bondartchouk
- La Ballade du soldat (Стиляги) de Grigori Tchoukhraï

## Palmarès
- Prix du meilleur film : La Lisière (Край) d'Alekseï Outchitel.
- Prix du meilleur scénario : Youri Feting, Mansour Guiliazov pour Bibinur (Бибинур).
- Prix du meilleur réalisateur : Youri Feting pour Bibinur (Бибинур).
- Prix du meilleur acteur : Iouri Stoïanov pour son rôle dans L'Homme à la fenêtre.
- Prix de la meilleure actrice : Alissa Freindlich pour son rôle dans Une pièce et demie.
- Prix du meilleur premier film : La Valse du sorbier (Рябиновый вальс) d'Alena Semenova et Alexandre Smirnov.
- Prix du public : La Lisière (Край) d'Alekseï Outchitel.